# Rhyacophila vulgaris
Rhyacophila vulgaris là một loài Trichoptera trong họ Rhyacophilidae. Chúng phân bố ở miền Cổ bắc.